# Guibemantis albolineatus
Guibemantis albolineatus is een kikker uit de familie gouden kikkers (Mantellidae). De soort werd voor het eerst wetenschappelijk beschreven door Rose Marie Antoinette Blommers-Schlösser en C. P. Blanc in 1991. De soort behoort tot het geslacht Guibemantis.
De soort is endemisch in Madagaskar. De soort komt voor in het zuidoosten van het eiland en leeft op een hoogte van 300 tot 1500 meter boven zeeniveau.
Guibemantis albolineatus bereikt een lichaamslengte van ongeveer 24 millimeter, mannetjes worden even groot als vrouwtjes. De lichaamskleur is bruin, met aan iedere weerszijde van de rug een lichtere tot groene streep. De kikker legt zijn eieren in de bladoksels van planten uit het geslacht Pandanus.

## Synoniemen
- Mantidactylus albolineatus Blommers-Schlösser & Blanc, 1991